# Live in Tokyo, 1975
Live in Tokyo, 1975 — концертный альбом американской певицы Аниты О’Дэй. Он был записан в токийском Yubin Chokin Hall
19 июня 1975 года при участии трио исполнительницы, куда входили басист Джордж Морроу, ударник Джон Пул и пианист Меррилл Гувер. Пластинка была выпущена в следующем году в Японии на лейбле Trio Records, а в Соединённых Штатах — в 1978 году уже на Emily Records, собственном лейбле О’Дэй.

## Отзывы критиков
| Оценки критиков                     | Оценки критиков |
| Источник                            | Оценка          |
| ----------------------------------- | --------------- |
| AllMusic                            | [ 1 ]           |
| Encyclopedia of Popular Music       | [ 2 ]           |
| The Rolling Stone Jazz Record Guide | [ 3 ]           |

Рон Уинн из AllMusic написал: «Она звучала сильно, возбуждённо и с хорошим голосом, полностью оправившись от проблем, которые вынудили её покинуть джазовую сцену в конце 60-х».

## Список композиций
1. «Wave (Theme)» (Антонио Карлос Жобин) — 2:35
2. «You’d Be So Nice to Come Home To» (Коул Портер) — 2:26
3. «Honeysuckle Rose» (Фэтс Уоллер, Энди Разаф) — 5:15
4. «A Song for You» (Леон Рассел) — 3:05
5. «Exactly Like You» (Джимми Макхью, Дороти Филдс) — 4:20
6. «S’Wonderful / They Can’t Take That Away from Me» (Джордж Гершвин, Айра Гершвин) — 5:12
7. «I Get a Kick Out of You» (Коул Портер) — 2:40
8. «I Can’t Get Started» (Вернон Дюк, Айра Гершвин) — 6:02
9. «Anita’s Blues» (Анита О’Дэй) — 5:39
10. «Sweet Georgia Brown» (Бен Берни, Масео Пинкард, Кеннет Кэйси) — 5:57
11. «Tea for Two / Wave (Theme)» (Ирвинг Сизар, Винсент Юманс / Антонио Карлос Жобин) — 3:02

## Участники записи
- Бас-гитара — Джордж Морроу
- Вокал — Анита О’Дэй
- Ударные — Джон Пул
- Фортепиано — Меррилл Гувер